# Claudia Pascual
Claudia Pascual Grau (Santiago, 14 de dezembro de 1972) é uma antropóloga social e política do Chile, membro do Partido Comunista.
Iniciou sua carreira política em 11 de março de 2014 como Ministra Diretora do Serviço Nacional da Mulher, sendo a primeira comunista em 41 anos a estar no gabinete ministerial de seu país. Em 3 de junho de 2016, foi oficialmente nomeada Ministra da Mulher e Igualdade de Gênero, pasta criada em março de 2015, e que entrou em funcionamento em junho de 2016.

## Biografia
Pascual estudou antropologia social na Universidade do Chile. Ela foi professora em várias instituições de ensino em seu país, incluindo universidades, escolas sindicais e escolas femininas. Foi coordenadora do Programa de Prevenção ao Consumo de Drogas e Álcool da Secretaria de Assistência Estudantil da Universidade do Chile.
Pascual é membro do Partido Comunista do Chile (PCC), onde foi secretária regional, membro do Comitê Central e comissária nacional de Mulheres. Nas eleições de 2001 e 2005, foi candidata a deputada por Santiago, representando o PCC, não sendo eleita em ambas as ocasiões. Entre 2002 e 2005 foi secretária executiva do Instituto de Ciências Alejandro Lipschutz (ICAL).

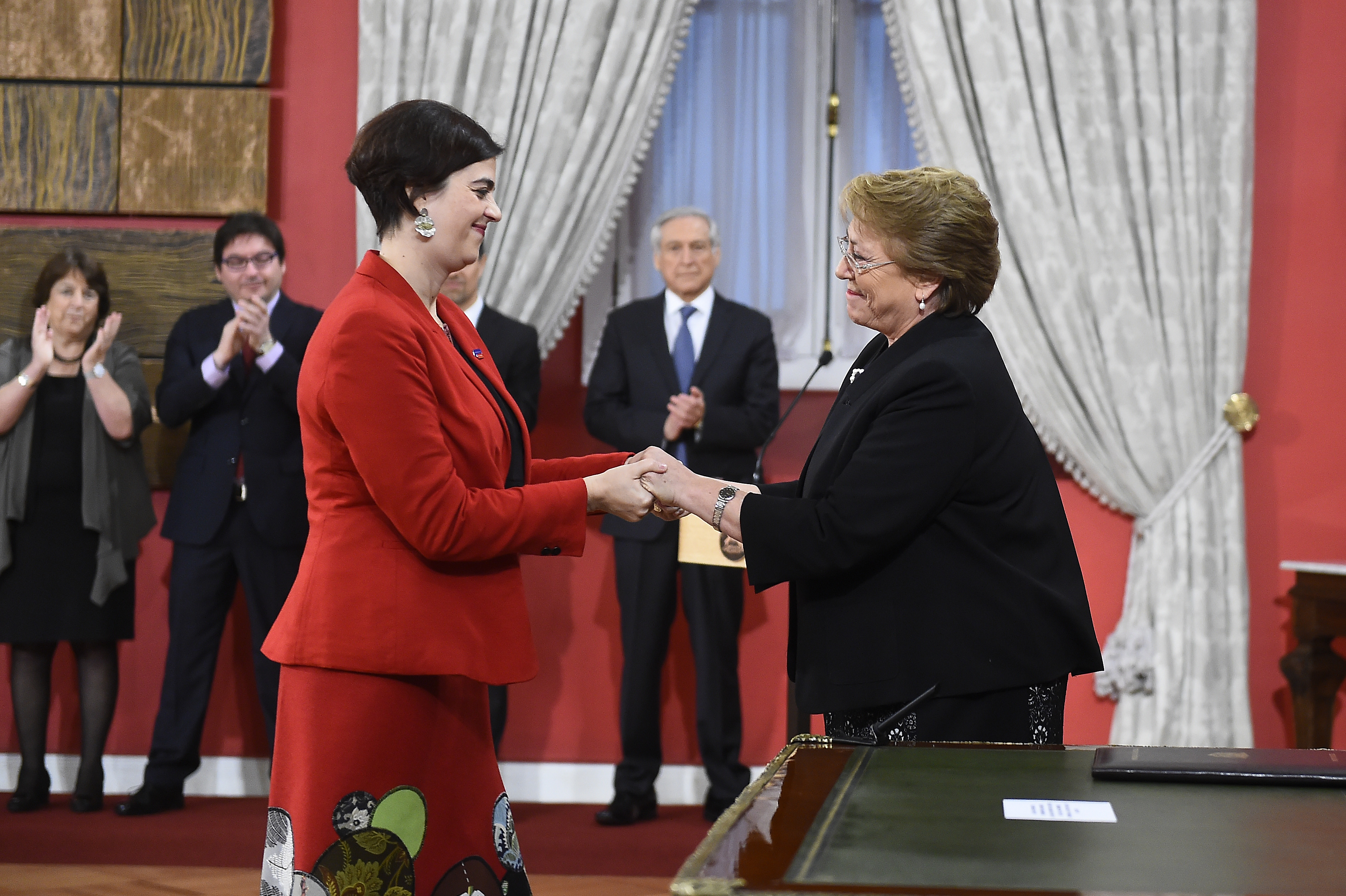
Claudia Pascual foi nomeada Ministra da Mulher e Igualdade de Gênero, pela presidente Michelle Bachelet, em 3 de junho de 2016

Nas eleições municipais de 2008 foi eleita vereadora da comuna de Santiago. Nas eleições de 2012, foi reeleita com a primeira maioria comunal. Ela renunciou ao cargo em 5 de março de 2014. Em 24 de janeiro de 2014, ela foi anunciada como Ministra Diretora do Serviço Nacional para a Mulher pela presidente eleita Michelle Bachelet. Ela assumiu o cargo em 11 de março de 2014, com o início do novo governo, tornando-se assim o primeiro membro comunista a ingressar em um gabinete desde 1973, durante a presidência de Salvador Allende.
Em 3 de junho de 2016, Pascual foi nomeada pela Presidente Michelle Bachelet como a primeira Ministra da Mulher e Igualdade de Gênero, pasta ministerial criada pela lei 20.820, de 20 de março de 2015, e que entrou em operação em 1º de junho de 2016. 2016.
Claudia foi candidata a senadora nas eleições parlamentares do Chile de 2021 dentro do distrito eleitoral 7, que corresponde a Região Metropolitana de Santiago. Foi eleita em 21 de novembro com 5,3% dos votos. Ao lado de Daniel Núñez, que foi eleito no distrito 5, ambos marcam o retorno dos representantes do Partido Comunista no Senado desde a eleição de Voloida Teitelboim em 1973. Tomou posse como Senadora em 11 de março de 2022.

## Histórico eleitoral

### Eleições parlamentares de 2001
- Eleições parlamentares de 2001, para o Distrito 22, na comuna de Santiago[11]

| Candidatos                     | Coligação                      | Partido | Votos  | %     | Resultado |
| ------------------------------ | ------------------------------ | ------- | ------ | ----- | --------- |
| Carlos Sánchez Soto            | Partido Comunista              | PC      | 2455   | 2,26  |           |
| Claudia Pascual Grau           | Partido Comunista              | PC      | 3266   | 3,01  |           |
| Raúl Veloso Ferrari            | Partido Humanista              | PH      | 1100   | 1,01  |           |
| Enrique Herrera Noya           | Partido Humanista              | PH      | 691    | 0,64  |           |
| Alberto Cardemil Herrera       | Aliança por Chile              | RN      | 42 772 | 39,40 | Deputado  |
| Juan Pablo Aguerreberry Tesler | Aliança por Chile              | UDI     | 8362   | 7,70  |           |
| Carolina Tohá Morales          | Concertación por la Democracia | ILE     | 32 965 | 30,36 | Deputada  |
| Álex Figueroa Muñoz            | Concertación por la Democracia | PDC     | 16 960 | 15,62 |           |

### Eleições municipais de 2004
- Eleições municipais de 2004, para a Câmara Municipal de Santiago[12]

(Consideram apenas os candidatos com ou superior 1% de votos e candidatos eleitos para a Câmara Municipal, totalizando 20 candidatos)
| Candidatos                | Coligação         | Partido  | Votos  | %     | Resultado |
| ------------------------- | ----------------- | -------- | ------ | ----- | --------- |
| María Estela León Ruíz    | Aliança por Chile | UDI      | 43.249 | 41,37 | Vereadora |
| Ximena Lyon Parot         | Concertación      | PDC      | 19.780 | 18,92 | Vereadora |
| Jaime Tohá Lavanderos     | Concertación      | Ind. PS  | 7.794  | 7,45  | Vereador  |
| Leonardo Véliz Díaz       | Concertación      | Ind. PPD | 5.997  | 5,74  | Vereador  |
| Ismael Calderón Larach    | Concertación      | PS       | 5.236  | 5,01  |           |
| Claudia Pascual Grau      | Juntos Podemos    | PCCh     | 3.344  | 3,20  |           |
| Miriam Señoret Soto       | Concertación      | PRSD     | 2.633  | 2,52  |           |
| Álvaro Undurraga Julio    | Aliança por Chile | RN       | 2.229  | 2,13  | Vereador  |
| Gerardo Guzmán Torres     | Concertación      | PDC      | 2.030  | 1,94  | Vereador  |
| Rolando Jiménez Pérez     | Concertación      | Ind. PPD | 2.030  | 1,94  |           |
| Felipe Alessandri Vergara | Aliança por Chile | RN       | 1993   | 1,91  | Vereador  |
| Claudio Flores Aqueveque  | Concertación      | PDC      | 1.623  | 1,55  |           |
| Hernán Bustos Rodríguez   | Juntos Podemos    | PH       | 1.407  | 1,35  |           |
| Juan Jorge Lazo Rodríguez | Aliança por Chile | UDI      | 1.072  | 1,03  | Vereador  |

### Eleições parlamentares de 2005
- Eleições parlamentares de 2005, deputados pelo distrito 22, na comuna de Santiago[13]

| Candidatos                 | Coligação                | Partido | Votos  | %     | Resultado |
| -------------------------- | ------------------------ | ------- | ------ | ----- | --------- |
| Ricardo Hormazábal Sánchez | Concertación Democrática | PDC     | 9268   | 8,06  |           |
| Carolina Tohá Morales      | Concertación Democrática | PPD     | 45 769 | 39,79 | Deputada  |
| Claudia Pascual Grau       | Juntos Podemos Más       | PC      | 7478   | 6,50  |           |
| Claudia Manríquez Spicto   | Juntos Podemos Más       | PH      | 2959   | 2,57  |           |
| Alberto Cardemil Herrera   | Aliança por Chile        | ILD     | 32 827 | 28,54 | Deputado  |
| Carmen Ibáñez Soto         | Aliança por Chile        | RN      | 16 711 | 14,53 |           |

### Eleições municipais de 2008
- Eleições municipais de 2008, para a Câmara Municipal de Santiago[14]

(Consideram apenas os candidatos que foram eleitos para a Câmara Municipal)
| Candidatos               | Coligação                | Partido | Votos  | %     | Resultado |
| ------------------------ | ------------------------ | ------- | ------ | ----- | --------- |
| Ismael Calderón Larach   | Concertación Democrática | PS      | 4.663  | 5,29  | Vereador  |
| Pedro García Aspillaga   | Concertación Democrática | DC      | 5.217  | 5,92  | Vereador  |
| Claudia Pascual Grau     | Juntos Podemos Más       | PC      | 7.109  | 8,06  | Vereadora |
| Jorge Alessandri Vergara | Aliança por Chile        | UDI     | 12.741 | 14,46 | Vereador  |
| Carolina Lavín Aliaga    | Aliança por Chile        | UDI     | 7.084  | 8,04  | Vereadora |
| Bruno Baranda Ferrán     | Aliança por Chile        | RN      | 6.994  | 7,93  | Vereador  |
| Rodrigo Mekis Martínez   | Aliança por Chile        | Indep.  | 5.216  | 5,92  | Vereador  |
| Loreto Schnake Neale     | Concertación Progresista | PPD     | 3.527  | 4,00  | Vereadora |

### Eleições municipais de 2012
- Eleições municipais de 2012, para a Câmara Municipal de Santiago[15]

(Considera apenas os candidatos eleitos)
| Candidatos                | Coligação                | Partido | Votos | %     | Resultado |
| ------------------------- | ------------------------ | ------- | ----- | ----- | --------- |
| Claudia Pascual Grau      | Por un Chile Justo       | PC      | 7957  | 10,01 | Vereadora |
| Alfredo Morgado Travezan  | Por un Chile Justo       | PPD     | 7744  | 9,74  | Vereador  |
| Carolina Lavín Aliaga     | Coalición                | UDI     | 7004  | 8,81  | Vereadora |
| Felipe Alessandri Vergara | Coalición                | RN      | 6875  | 8,65  | Vereador  |
| Carlos Kubick Orrego      | Coalición                | UDI     | 4824  | 6,07  | Vereador  |
| Esperanza Alcaíno Cueto   | Coalición                | ILH     | 4148  | 5,22  | Vereadora |
| Ismael Calderón Larach    | Concertación Democrática | PS      | 3967  | 4,99  | Vereador  |
| Loreto Schnake Neale      | Por un Chile Justo       | PPD     | 3944  | 4,96  | Vereadora |
| Pedro García Aspillaga    | Concertación Democrática | PDC     | 2803  | 3,53  | Vereador  |
| Leonel Herrera Silva      | Coalición                | ILH     | 2492  | 3,13  | Vereador  |

### Eleições parlamentares de 2021
- Eleições parlamentares de 2021, para o distrito eleitoral do Senado número 7, na Región Metropolitana de Santiago[16]

| Candidatos                   | Coligação                | Partido | Votos   | %     | Resultado |
| ---------------------------- | ------------------------ | ------- | ------- | ----- | --------- |
| Fabiola Campillai Rojas      | Independiente            | Ind.    | 402 078 | 15,14 | Senadora  |
| Manuel José Ossandón         | Chile Podemos +          | RN      | 279 908 | 10,54 | Senador   |
| Rojo Edwards Silva           | Frente Social Cristiano  | PLR     | 249 273 | 9,39  | Senador   |
| Luciano Cruz-Coke            | Chile Podemos +          | EVO     | 150 868 | 5,68  | Senador   |
| Claudia Pascual Grau         | Apruebo Dignidad         | PCCh    | 139 722 | 5,26  | Senadora  |
| Jaime Mañalich Muxi          | Chile Podemos +          | ILAA    | 132 621 | 4,99  |           |
| Karina Oliva Pérez           | Apruebo Dignidad         | COM     | 112 730 | 4,24  |           |
| Marcela Sabat Fernández      | Chile Podemos +          | RN      | 109 241 | 4,11  |           |
| Guillermo Teillier Del Valle | Apruebo Dignidad         | PCCh    | 101 506 | 3,82  |           |
| Celeste Jiménez Riveros      | Partido Ecologista Verde | PEV     | 79 928  | 3,01  |           |
| Paulina Vodanovic Rojas      | Nuevo Pacto Social       | PS      | 71 205  | 2,68  |           |
| Cristián Contreras Radovic   | Independientes Unidos    | CU      | 71 019  | 2,67  |           |
| Gabriel Silber Romo          | Nuevo Pacto Social       | PDC     | 58 716  | 2,21  |           |
| Rocío Donoso Pineda          | Apruebo Dignidad         | RD      | 53 235  | 2,00  |           |
| Sebastián Depolo Cabrera     | Apruebo Dignidad         | RD      | 48 858  | 1,84  |           |
| Gonzalo Martner Fanta        | Apruebo Dignidad         | ILAA    | 44 511  | 1,68  |           |
| Natalia Piergentili Domenech | Nuevo Pacto Social       | PPD     | 17 129  | 0,64  |           |